# 秋月種羽
秋月 種羽（あきづき たねのぶ）は、江戸時代中期の旗本寄合席。高鍋藩主秋月家分家の木脇（現在の国富町）領主秋月家2代当主。諱は種羽。通称は伊織。石高は日向国諸県郡、宮崎郡内3,000石。

## 生涯
秋月種封の次男として誕生。母は織田長頼の娘。幼名は十三郎。
兄の民部が早世したために父の嗣子となり、宝永4年（1707年）に徳川綱吉へ初御目見を済ませる。宝永6年1月10日（1709年2月8日）に父が死去したのを受けて同年3月12日（1709年4月22日）に父の家督を相続する。ところが、それから間もなく死去する。享年17。法名は宗證。墓所は代々の葬地である下谷広徳寺の梅雲院。
これを受けて、秋月家に残っていた弟の種輔が家督を継ぐ。